# Serotonin
Serotonin /ˌsɛrəˈtoʊnin/ (hay còn được biết đến Hydroxytryptamine-5, 5-HT) là một chất dẫn truyền thần kinh Monoamine được phát hiện vào năm 1935 bởi nhà khoa học người Ý Vittorio Erspamer. Serotonin chủ yếu được tìm thấy trong đường tiêu hóa và hệ thống thần kinh trung ương. Khoảng 80 % tổng số serotonin của cơ thể con người nằm trong ruột, được sử dụng để điều chỉnh chuyển động ruột, 20% còn lại được tổng hợp trong tế bào thần kinh Serotonergic trong thần kinh trung ương, nơi nó có nhiều chức năng khác nhau:  điều chỉnh tâm trạng, sự thèm ăn, giấc ngủ, co cơ và một số chức năng thuộc về nhận thức.
Serotonin bị suy giảm dẫn đến việc cảm thấy buồn chán, giảm sự ham muốn, giảm quan tâm hoặc dễ dàng cáu giận, gặp khó khăn trong việc hoàn thành công việc.
Để tăng hàm lượng serotonin trong máu, ngoài cách dùng thuốc, còn có một số phương pháp tự nhiên không gây nguy hiểm, đó là: 
- Sử dụng các thực phẩm tăng tiết serotonin như: Sữa đã tách kem, cá có hàm lượng axit béo Omega-3 cao (cá thu, cá hồi...), chuối, rau chân vịt, lúa mì và các sản phẩm từ lúa mì;
- Ánh sáng mặt trời:  tạo ra vitamin D giúp thúc đẩy việc sản xuất serotonin;
- Tập thể dục và Massage: cũng là cách gia tăng việc sản xuất serotonin một cách tự nhiên.

Việc tích tụ quá nhiều serotonin trong cơ thể, có thể dẫn đến hội chứng Serotonin. Đây là một tình trạng sức khỏe nghiêm trọng, thậm chí nó có thể gây tử vong nếu không được điều trị kịp thời.